# Vikingskipet
Vikingskipet (česky Vikingská loď; oficiálně Hamar olympiahall) je víceúčelová hala v norském městě Hamar. Postavena byla v letech 1990–1992 pro konání rychlobruslařských soutěží na Zimních olympijských hrách 1994. Pod názvem Vikingskipet je známá díky svému vzhledu převráceného trupu lodě. Nachází se na okraji Hamaru v nadmořské výšce 125 m, na břehu jezera Mjøsa. Kapacita haly během sportovních akcí činí 10 600 diváků, kromě standardního ledového oválu o délce 400 m se dvěma drahami disponuje uprostřed také plochou pro bandy. Interiér však může být upraven a přizpůsoben pro jiné sporty, jako jsou fotbal, cyklistika, atletika, curling a další, koncerty a jiné akce.

## Rychlobruslení

### Velké akce
První rychlobruslařskou akcí, která se zde konala, bylo v únoru 1993 Mistrovství světa ve víceboji mužů. Po zimní olympiádě je hala pravidelně využívána jako místo konání norských, evropských i světových šampionátů a mítinků Světového poháru. Byly zde pořádány i další světové akce v jiných sportech (Mistrovství světa v bandy 1993, Mistrovství světa v dráhové cyklistice 1993)
Rychlobruslení:
- Mistrovství světa ve víceboji mužů 1993
- Mistrovství Evropy 1994
- Zimní olympijské hry 1994
- Mistrovství světa na jednotlivých tratích 1996
- Mistrovství světa ve sprintu 1997
- Mistrovství světa ve víceboji 1999
- Mistrovství Evropy 2000
- Mistrovství světa ve sprintu 2002
- Mistrovství světa ve víceboji 2004
- Mistrovství Evropy 2006
- Mistrovství světa ve sprintu 2007
- Mistrovství světa ve víceboji 2009
- Mistrovství Evropy 2010
- Mistrovství světa ve víceboji 2013
- Mistrovství Evropy 2014

### Rekordy dráhy
Stav k 19. březnu 2014.
| Závod               | Jméno                                          | Čas (body) | Datum              |
| ------------------- | ---------------------------------------------- | ---------- | ------------------ |
| 100 m               | Pekka Koskela                                  | 9,78       | 6. listopadu 2004  |
| 500 m               | Jeremy Wotherspoon                             | 34,31      | 25. ledna 2008     |
| 1000 m              | Shani Davis                                    | 1:08,38    | 20. ledna 2007     |
| 1500 m              | Shani Davis                                    | 1:44,27    | 21. listopadu 2009 |
| 3000 m              | Håvard Bøkko                                   | 3:44,73    | 6. října 2012      |
| 5000 m              | Sven Kramer                                    | 6:09,74    | 7. února 2009      |
| 10 000 m            | Sven Kramer                                    | 12:50,96   | 22. listopadu 2009 |
| stíhací závod       | USA Shani Davis Trevor Marsicano Jonathan Kuck | 3:43,58    | 27. listopadu 2010 |
| 2×500 m             | Christoffer Fagerli Rukke                      | 71,550     | 18.–20. října 2013 |
| sprinterský čtyřboj | I Kju-hjok                                     | 138,775    | 20.–21. ledna 2007 |
| malý čtyřboj        | Henrik Christiansen                            | 153,721    | 4. března 2007     |
| velký čtyřboj       | Sven Kramer                                    | 147,567    | 7.–8. února 2009   |

| Závod               | Jméno                                                              | Čas (body) | Datum              |
| ------------------- | ------------------------------------------------------------------ | ---------- | ------------------ |
| 100 m               | Linda Olsenová                                                     | 11,15      | 3. listopadu 2002  |
| 500 m               | Jenny Wolfová                                                      | 37,52      | 25. ledna 2008     |
| 1000 m              | Anni Friesingerová                                                 | 1:14,81    | 27. ledna 2008     |
| 1500 m              | Ireen Wüstová                                                      | 1:54,65    | 25. ledna 2008     |
| 3000 m              | Gunda Niemannová-Stirnemannová                                     | 4:00,26    | 17. února 2001     |
| 5000 m              | Martina Sáblíková                                                  | 6:50,07    | 21. listopadu 2009 |
| 10 000 m            | Trude Nielsenová                                                   | 17:14,70   | 17. ledna 1998     |
| stíhací závod       | Kanada Cindy Klassenová Christine Nesbittová Brittany Schusslerová | 3:00,90    | 28. listopadu 2010 |
| 2×500 m             | Ida Njåtunová                                                      | 79,510     | 18.–20. října 2013 |
| sprinterský čtyřboj | Anni Friesingerová                                                 | 151,935    | 20.–21. ledna 2007 |
| malý čtyřboj        | Ireen Wüstová                                                      | 159,736    | 11.–12. ledna 2014 |